# Kachta
De nom de Sa-Rê Kachta (kȝš-tȝ) et de nom de Nesout-bity Maâtrê (Mȝˁ-Rˁ « Rê est juste »), Manéthon l’appelle Kachta ; il est roi de Napata de 755 à 743 AEC,. Il succède à Alara, qui est peut-être son frère, et précède Piânkhy, qui est peut-être son fils. Il est le premier roi koushite à être reconnu en Égypte, a minima à Éléphantine, voire peut-être à Thèbes.

## Attestations
Le roi est attesté par plusieurs documents contemporains de son règne, à savoir entre autres des objets funéraires portant son nom trouvés dans la nécropole d'El-Kourrou et une stèle d'Éléphantine sur laquelle apparaît son nom de Nesout-bity Maâtrê. Son nom a également été retrouvé dans une inscription à Karnak parlant d'un château de Maâtrê (l'inscription étant hors contexte, son interprétation est délicate).

## Généalogie
Kachta a deux épouses dont Pabatjma, qui pourrait être sa sœur. Il a également plusieurs enfants, dont certains ne sont pas assurés :
- la divine adoratrice d'Amon Amenardis Ire : une statue d'Amenardis Ire mentionne qu'elle est la fille de Kachta et de Pabatjma[3] ;
- la reine Peksater : elle était la fille de Kachta et Pabatjma, elle était mariée à Piânkhy et a été enterrée à Abydos[3], elle est peut-être morte alors qu'elle accompagnait Piânkhy dans une campagne en Égypte[4] ; Laming et Macadam suggèrent qu'elle était une fille adoptive de Pabatjma[5] ;
- le roi Piânkhy : il s'agit probablement d'un fils de Kachta car son épouse Peksater est décrite comme sœur royale sous son règne ; il est peut-être un fils de Pabatjma[6] ;
- le roi Chabaka : mentionné comme un frère d'Amenardis Ire, il est donc un fils de Kachta et Pabatjma[7],[4],[8] ;
- la reine Abar : épouse de Piânkhy, son titre de sœur du roi pourrait indiquer qu'elle est également fille royale, donc de Kachta et Pabatjma[7] ;
- la reine Khensa : épouse de Piânkhy, elle est considérée comme une fille de Kachta[4] et peut-être de Pabatjma[7] ;
- le général Pekatror : enterré à Abydos, il est indiqué sur sa stèle qu'il est le fils de la reine Pabtaméry, identifiée par certains à la reine Pabatjma ; si l'identification est correcte, alors il est également le fils de Kachta[3] ;
- la princesse Néferoukakachta : elle est peut-être une fille de Kachta[4] et de Pabatjma[7] ;
- la princesse Méritamon : elle est enterrée à Abydos, il s'agit peut-être de la fille de Kachta[3] ;
- le prince Ptahmaakhérou : il est enterré à Abydos, il s'agit peut-être du fils de Kachta[3].

## Règne koushite de la Haute-Égypte sous Kachta
Alors que Kachta dirige la Nubie depuis Napata, qui se trouve à quatre-cents kilomètres au nord de Khartoum, la capitale moderne du Soudan, il exerce également un fort degré de contrôle sur la Haute-Égypte en réussissant à installer sa fille, Amenardis Ire, comme épouse divine présumée d'Amon à Thèbes pour succéder à la Divine adoratrice d'Amon en exercice, Chepenoupet Ire, la fille d'Osorkon III. Ce développement a été « le moment clé dans le processus d'extension du pouvoir koushite sur les territoires égyptiens » sous le règne de Kachta puisqu'il a officiellement légitimé la prise de contrôle koushite de la région de la Thébaïde,.
Le chercheur hongrois László Török note qu'il y avait probablement déjà des garnisons koushites stationnées à Thèbes même pendant le règne de Kachta, à la fois pour protéger l'autorité de ce roi sur la Haute-Égypte et pour contrecarrer une éventuelle invasion future de cette région à partir de la Basse-Égypte.
Török observe que l'apparition de Kachta comme roi de Haute et Basse-Égypte et la prise de contrôle pacifique de la Haute-Égypte sont suggérées à la fois « par le fait que les descendants d'Osorkon III, Takélot III et Roudamon continuent à jouir d'un statut social élevé à Thèbes dans la seconde moitié du VIIIe siècle et dans la première moitié du VIIe siècle » comme le montrent leurs sépultures dans cette ville ainsi que l'activité conjointe entre la divine adoratrice d'Amon Chepenoupet Ire et l'épouse du dieu Amon Amenardis Ire, la fille de Kachta. Une stèle du règne de Kachta a été retrouvée à Éléphantine (aujourd'hui Assouan) au temple local dédié au dieu Khnoum qui atteste son contrôle sur cette région. Elle porte son nom royal Maâtrê.
Les égyptologues pensent aujourd'hui que lui ou plus probablement Piânkhy était le roi nubien de l'an 12 mentionné dans une inscription bien connue à Ouadi Gasus qui associe la divine adoratrice d'Amon, Amenardis Ire, la fille de Kachta, ainsi que l'an 19 de la divine adoratrice d'Amon, Chepenoupet Ire. La durée du règne de Kachta est inconnue. Certaines sources créditent Kachta comme le fondateur de la XXVe dynastie car il est le premier roi koushite connu pour avoir étendu l'influence de son royaume en Haute-Égypte. Sous le règne de Kachta, la population koushite native de son royaume, situé entre la troisième et la quatrième cataracte du Nil, s'est rapidement « égyptianisée » et a adopté les traditions, la religion et la culture égyptiennes.

## Sépulture
Kachta est enterré à Napata sous une pyramide qui fut édifiée pour lui et qui est référencée KU 8 dans la nécropole royale d'El-Kourrou.

## Titulature

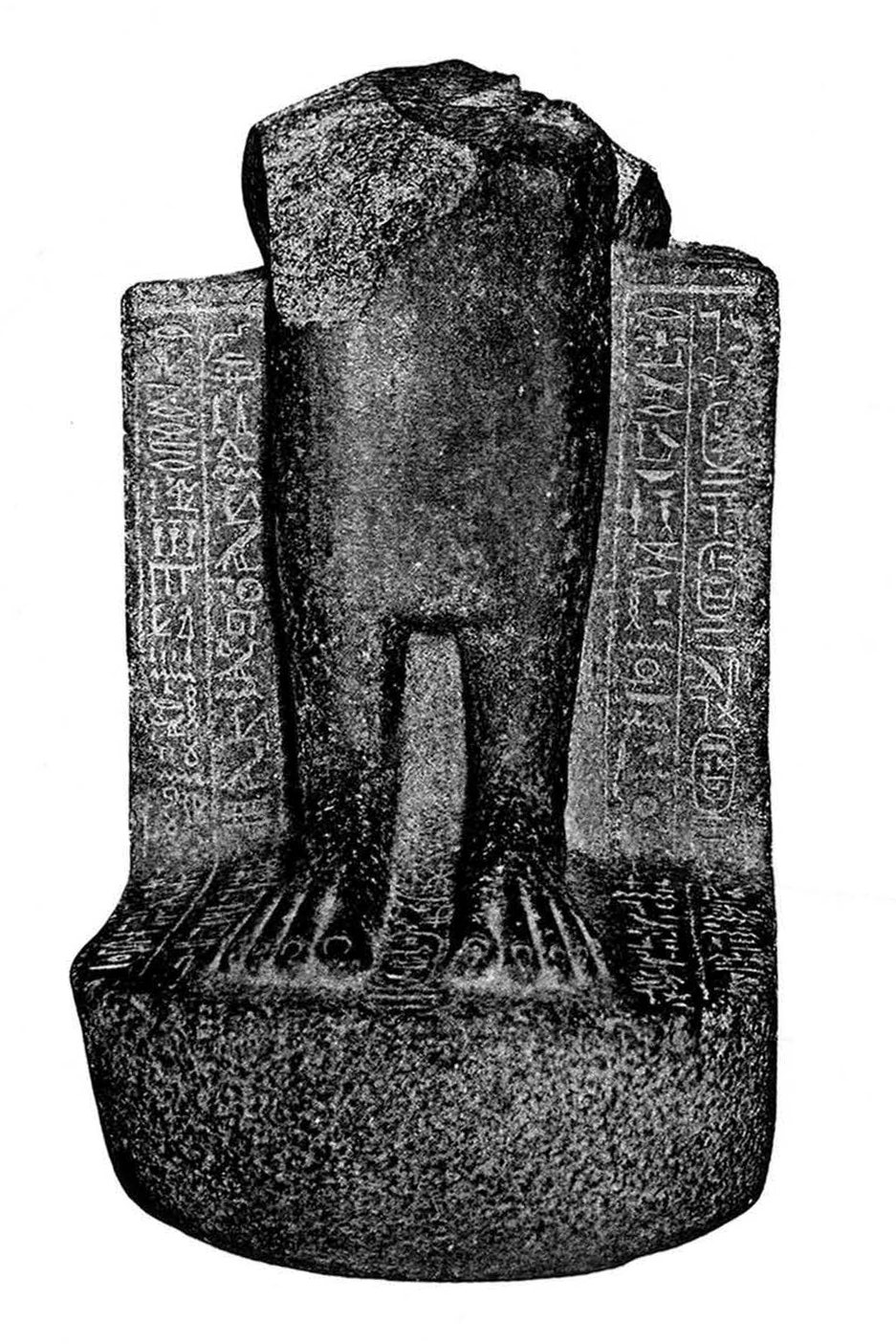
Statue assise de la Divine adoratrice d'Amon, Amenardis Ire, fille du pharaon Kachta et de la reine Pabatjma. Musée égyptien du Caire (CG 42198)
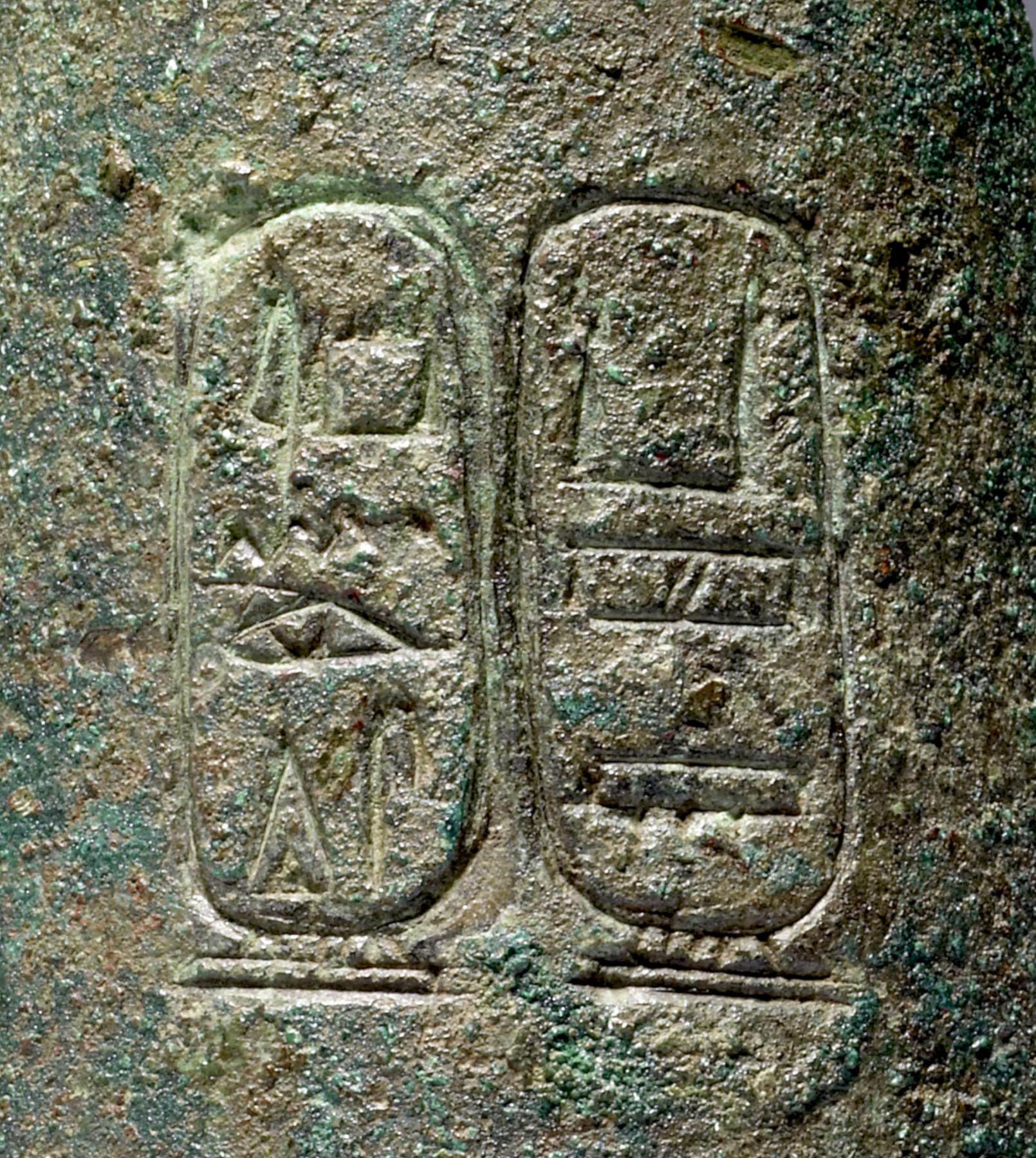
Situle portant les noms de Kachta et Amenardis Ire
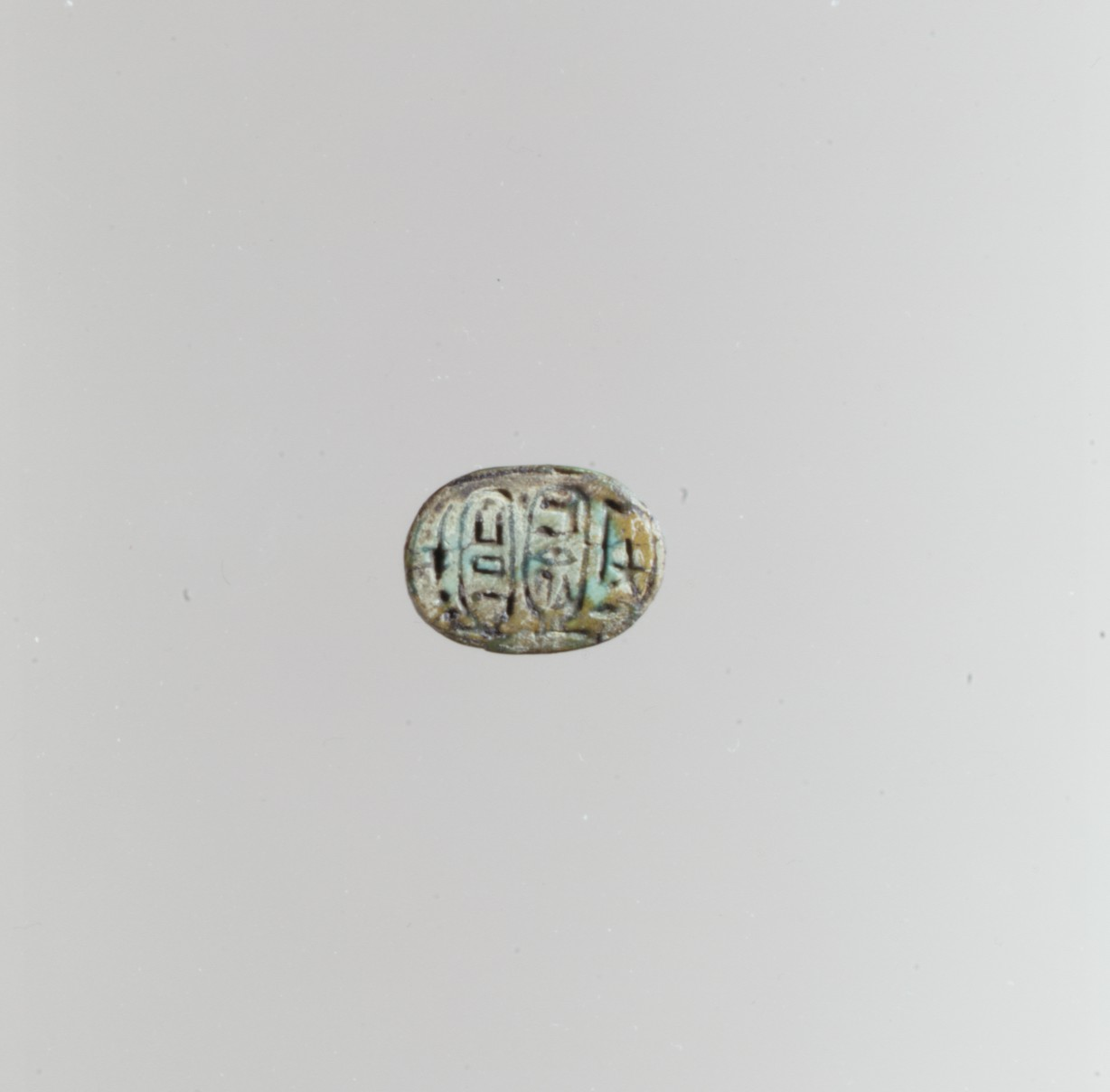
Scarabée inscrit avec les cartouches de Kachta et Amenardis Ire. Metropolitan Museum of Art (EG124)